# Digi Communications
Digi Communications (RCS & RDS) er en rumænsk telekommunikationsvirksomhed, der driver forretning i Rumænien, Ungarn, Spanien, Italien og Portugal. Digi blev etableret af Zoltán Teszári, som er majoritetsaktionær i virksomheden, der er børsnoteret på Bucharest Stock Exchange. De udbyder tv, internet, fastnet og mobiltelefoni.
I 2019 var Digi's markedsandel på 51 % i Rumænien og de fleste abonnenter var forbundet via. fiberbredbånd.
I 1992 blev kabel-tv virksomheden TVS Holding Brasov etableret af Zoltán Teszári.